# 李貴芝
李 貴芝（朝鮮語: 이귀지）は、高麗の文官であり、朝鮮氏族の太原李氏の始祖である。
中国宋の太原出身であり、高麗忠烈王時代に戦乱を避けるため高麗に亡命して、礼曹司宰・漢城府尹を務めた。